# Лодроман
Лодроман (рум. Lodroman) — село у повіті Алба в Румунії. Входить до складу комуни Валя-Лунге.
Село розташоване на відстані 244 км на північний захід від Бухареста, 38 км на схід від Алба-Юлії, 81 км на південний схід від Клуж-Напоки, 129 км на північний захід від Брашова.

## Населення
За даними перепису населення 2002 року у селі проживали 237 осіб, усі — румуни. Усі жителі села рідною мовою назвали румунську.